# Bembidion quadratulum
Bembidion quadratulum är en skalbaggsart som beskrevs av Notman. Bembidion quadratulum ingår i släktet Bembidion och familjen jordlöpare. Inga underarter finns listade i Catalogue of Life.

## Bildgalleri

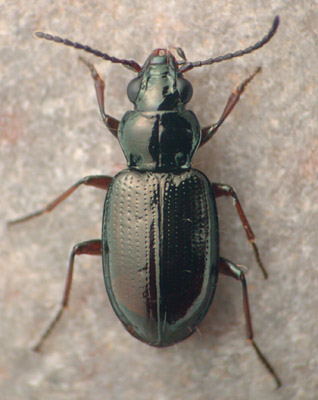